# Hélie de Talleyrand-Périgord (Kardinal)

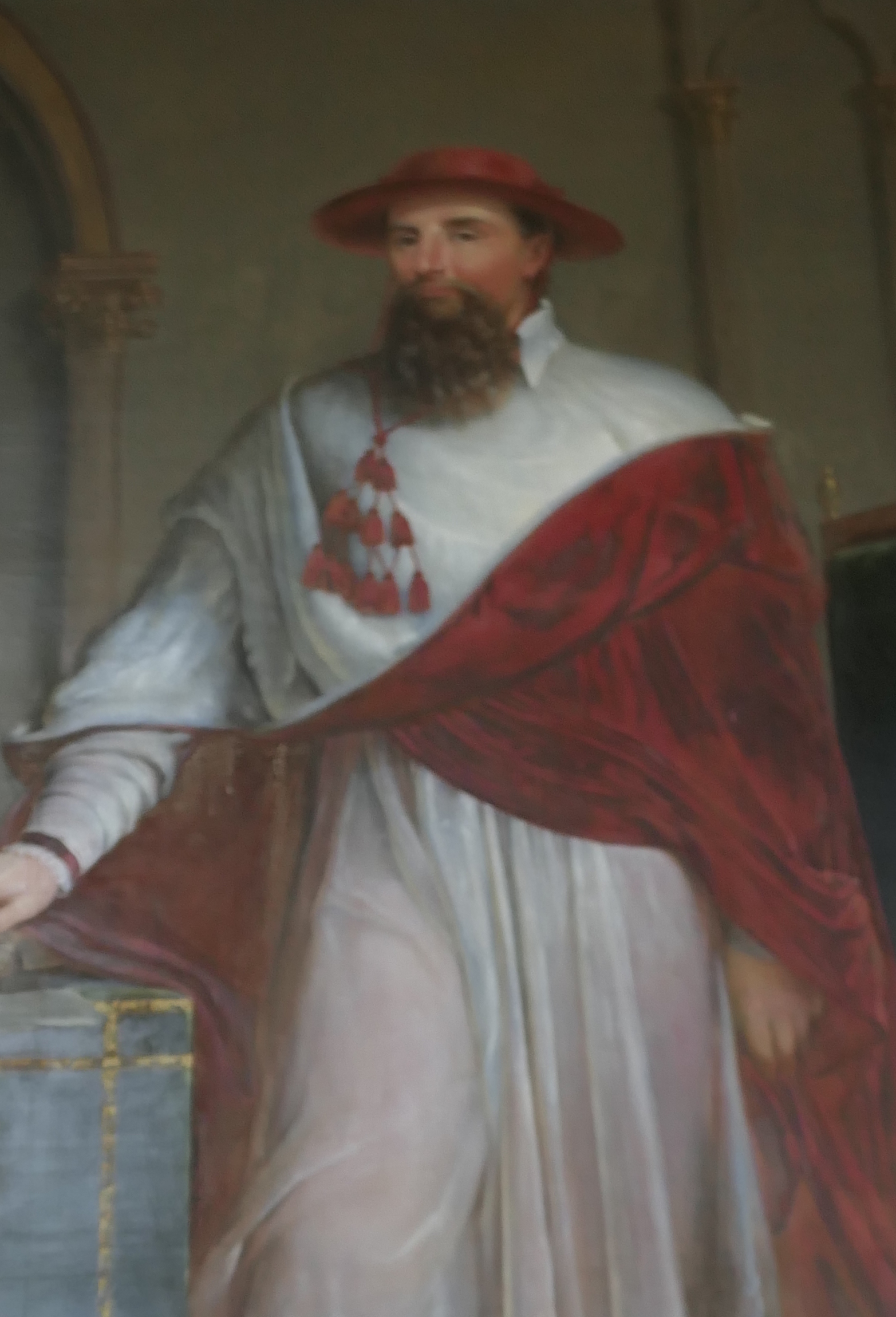
Joseph Chabord (1783–1848): Hélie de Talleyrand-Périgord, historisierende Darstellung

Hélie de Talleyrand-Périgord (* 1301 in Périgneux, Frankreich; † 17. Januar 1364 in Avignon) war ein französischer Kardinal.
Er war eine wichtige Persönlichkeit im Papsttum von Avignon und war als Diplomat an den Verhandlungen im Hundertjährigen Krieg beteiligt. Er knüpfte Freundschaften sowohl mit den englischen als auch mit den französischen Königsfamilien. In seinen letzten Monaten wurde er zum päpstlichen Legaten für einen Kreuzzug gegen die Türken ernannt.

## Familie
Hélie de Talleyrand-Périgord entstammte einer der vornehmsten Familien im Südwesten Frankreichs, den Périgord. Er war der dritte Sohn von Elias VII., Graf von Périgord, und Brunissende von Foix, Tochter von Roger Bernard III., Graf de Foix, geboren. Seine älteren Brüder waren Archambaud (IV.) und Roger-Bernard (der Eleanor, die Tochter von Bouchard, Comte de Vendôme, heiratete), die nacheinander die Grafschaft erbte. Sein jüngerer Bruder war Fortanier, und seine Schwestern waren Agnes (die 1321 Johann von Sizilien, Herzog von Durazzo und de Gravina heiratete), Jeanne (die Ponce, Seigneur de Castillon heiratete), Marguerite (die Éméric de Lautrec heiratete) und Rosemburge (die Jacques de Lavie, den Großneffen von Papst Johannes XXII. heiratete).
Als dritter Sohn war Hélie für eine kirchliche Laufbahn bestimmt. Auch sein Bruder Roger Bernard schlug eine kirchliche Laufbahn ein und wurde Kanoniker von Lyon. Doch dann starb der älteste Sohn, und Roger-Bernard wurde Graf von Périgord.

## Leben

### Ausbildung und frühe Karriere
Im Jahr 1308, im Alter von sechs Jahren, wurde Hélie eine Kanonikerstelle in Agen verliehen, wofür ihm Papst Clemens V. eine Dispens erteilte. Wahrscheinlich wurde er zunächst in der Domschule der Kathedrale von Périgueux erzogen, doch 1320 erhielt er von Papst Johannes XXII. die Erlaubnis, fünf Jahre lang Zivilrecht zu studieren, obwohl er Primicerius in der Kirche von Metz war. Er könnte in Toulouse studiert haben. Hierfür gibt es keine Beweise. Zu Beginn seiner Karriere wurde Hélie Kommendatar-Abt der Abtei Chancelade in der Diözese Périgueux, die mit seiner Familie seit langem verbunden war. Im Alter von 23 Jahren wurde Hélie de Talleyrand, der bereits Kanoniker von Périgueux und Archidiakon von Richmond in der Kirche von Lincoln war, zum Bischof von Limoges ernannt. Diese Ernennung wurde am 10. Oktober 1324 von Papst Johannes XXII. genehmigt. Er behielt diese Diözese bis 1328. Es scheint jedoch, dass er während seiner Jahre als Bischof von Limoges nie geweiht wurde. In seinem Testament bezeichnet sich Talleyrand selbst als gewählter Bischof. Wäre er geweiht worden, so hätte er, wie Zacour anmerkt, seine anderen Pfründen aufgeben müssen, was sich als finanziell nachteilig hätte erweisen können.
Am 4. Januar 1328 wurde seine Versetzung in die Diözese Auxerre genehmigt. Es heißt, er sei von Papst Johannes XXII. selbst zum Bischof geweiht worden. In seinem Testament hinterließ Talleyrand der Chartreuse de Vauclaire, von seinem Vater und sein Brüdern gegründet wurde, 10.000 Goldecus. Dies geschah angeblich auf Befehl des Königs von Frankreich als Wiedergutmachung für die Verbrechen, die Talleyrands ältester Bruder Archambeau, Graf von Périgord, anlässlich der Beerdigung ihrer Mutter im Oktober 1324 an einem Franziskanerkloster am Stadtrand von Périgueux begangen hatte. Talleyrand hielt die Diözese Auxerre bis 1331, als er Kardinal wurde. Sein Nachfolger wurde am 24. Januar 1332 genehmigt.

### Karriere als Kardinal

Wappen

Im Konsistorium vom 25. Mai 1331 ernannte Papst Johannes XXII. mit Hélie de Talleyrand einen einzigen Kardinal. Dies geschah auf Ersuchen von König Philipp VI. von Frankreich und auf Empfehlung von Étienne de Mornay, Maître des Comptes und ehemaliger Kanzler. Die Ernennung führte zu erheblichen Reibereien zwischen dem König und dem Papst. Philipp hatte um zwei Kardinäle gebeten, was der Papst jedoch nur ungern gewähren wollte. Obwohl Papst Johannes Talleyrand erhob, sandte er am 25. Mai, einen Tag, nachdem er die Erhebung genehmigt hatte, einen bissigen Brief an den König. Er wies darauf hin, dass das Kardinalskollegium bereits reichlich mit den von der Kirche benötigten Talenten ausgestattet sei. Darüber hinaus sei das Papsttum gegenüber den Bitten der französischen Könige nicht taub gewesen. Von den zwanzig amtierenden Kardinälen waren dreizehn Untertanen des französischen Königs. Dennoch hatte er mit deren Einwilligung (oder vielleicht sollte man sagen „auf Druck“) zugestimmt, Bischof Talleyrand zu befördern. Der Brief des Papstes scheinen auf taube Ohren gestoßen zu sein, denn im September bat die königliche Familie erneut um mehr Kardinäle. Diesmal, am 26. September 1331, schrieb der Papst an Königin Johanna. Er erinnerte die Königin an die Regeln der römischen Kurie. Ernennungen würden nie hinter verschlossenen Türen erfolgen, sondern nur in offenem Konsistorium, bei dem die Stimmen der amtierenden Kardinäle angehört würden. Ernennungen würden nur aus gutem Grund erfolgen, wenn die Zahl der Kardinäle zu niedrig geworden sei oder wenn es an theologischem oder kanonischem Talent mangele, was beides derzeit nicht der Fall sei. Tatsächlich sei die Zahl der Kardinäle übermäßig hoch, und Talent sei im Überfluss vorhanden. Die Königin solle auch bedenken, dass es inzwischen sechzehn Kardinäle französischer Abstammung und nur sechs Italiener gebe. Daher lehnte er die königliche Bitte ab. Der Druck hielt jedoch an und am 20. Dezember 1331 wurde ein weiterer französischer Kardinal, Pierre Bertrand, ernannt.
Von den beiden vorgeschlagenen Namen war Talleyrand die weniger unerwünschte Wahl. Er war klug, hatte Jura studiert und war ein angeheirateter Verwandter des Papstes. Dies könnte auch erklären, warum der Papst Talleyrand erlaubte, die Diözese Auxerre bis zum 22. Juli 1332 zu behalten, um seinen Umzug nach Avignon zu finanzieren.
Er unterzeichnete am 25. Mai und 22. Juni mindestens zwei Bullen, allerdings ohne den Namen einer Titelkirche, was darauf hindeutet, dass noch keine zugewiesen worden war. Als eine solche zugewiesen wurde, wurde er Kardinalpriester von San Pietro in Vincoli. In der dritten Juliwoche 1331 erschien er offiziell in Avignon, wo ihm zu Ehren ein Bankett mit dem Papst und den Kardinälen abgehalten wurde.

### Tod von Johannes XXII. und Konklave von 1334
Papst Johannes XXII. starb am Sonntag, dem 4. Dezember 1334. Am Tag zuvor hatte der Papst in Avignon ein Treffen mit den Kardinälen am Krankenbett gehabt. Sein Nachfolger liefert eine Liste der zwanzig Kardinäle, darunter Talleyrand de Périgord, die anwesend waren. Vier Kardinäle waren nicht anwesend, darunter Napoleone Orsini und Giovanni Gaetano Orsini. Bei diesem Treffen widerrief der Papst seine Ansichten über die Beatific Vision, die die Christenheit so erschüttert hatten.
Das Konklave begann am 13. Dezember 1334. Bei den ersten Diskussionen ging es nicht um einen bestimmten Kandidaten, sondern darum, allen Kandidaten das Versprechen abzuringen, dass der neue Papst die römische Kurie zurück nach Rom verlegen würde. Johannes XXII. hatte entsprechende Versprechungen gemacht, und sein Versäumnis, mit einer Ausrede nach der anderen, erzürnte den ältesten italienischen Kardinal, Napoleone Orsini, ernsthaft. Kardinal Napoleone führte daher eine Gruppe von Kardinälen an, die eine Rückkehr nach Rom forderten. Kardinal Hélie de Talleyrand führte eine Gruppe französischer Kardinäle an, die ebenso entschlossen waren, die Kurie in Avignon zu belassen. Giovanni Villani zufolge dachten die von Talleyrand angeführten Kardinäle, in Kardinal Jean-Raymond de Comminges einen Papst gefunden zu haben. Aber als man ihn ansprach und ihn aufforderte, den geforderten Eid zu leisten, weigerte er sich. Schließlich sammelte der Zisterzienserkardinal Jacques Fournier am 20. Dezember 1334 eine ausreichende Stimmenzahl auf sich und wurde Papst Benedikt XII.
Im Jahr 1336 weilte König Philipp VI. von Frankreich in Avignon und vereinbarte einen Kreuzzug. Vier Kardinäle nahmen bei dieser Gelegenheit das Kreuz entgegen: Annibaldo di Ceccano, Hélie de Talleyrand, Gauscelin de Jean Duèse und Bertrand du Pouget. Keiner von ihnen begab sich aber auf einen Kreuzzug. Im Sommer 1340 ermächtigte der König die beiden Parteien in einem Streit zwischen dem Grafen von Foix und dem Kloster Lézat, ihre eigenen Schiedsrichter zu wählen; einer der Auserwählten war Kardinal de Talleyrand.
Talleyrand war von Papst Benedikt XII., wahrscheinlich im Jahr 1341, als Auditor für den Fall von Lampredius, dem Bischof von Trogir, eingesetzt worden, der sich weigerte, am Verfahren mitzuwirken. Talleyrand erklärte ihn für widerspenstig und suspendierte ihn von seinem Amt. Doch dann starb Papst Benedikt. Talleyrand nahm am Konklave 1342 teil, das Clemens VI. wählte. Der neue Papst unterstützte Talleyrand jedoch und erneuerte die Suspendierung, indem er den Subdiakon von Trogir, Desa Andreae, ermächtigte, die geistliche und weltliche Leitung der Diözese zu übernehmen.
Im Jahr 1346 verhandelte Kardinal Talleyrand mit dem Herzog und der Herzogin der Bretagne über den Kauf der Burg von Albarupe im Périgord. Diese hatte ihrem Neffen, dem Grafen von Limoges, gehört, war aber von Feinden des Königs durch Heimlichkeit und Verrat besetzt worden. Der Herzog und die Herzogin wollten die Burg unbedingt in verantwortungsvollen Händen sehen und verkauften sie daher an den Bruder des Grafen von Périgord.
Im Jahr 1347 gründete Kardinal Talleyrand die Kapelle San Antoine in der Kathedrale Saint-Front de Périgueux. Sie sollte von zwölf Kaplänen betreut werden, die vom Domkapitel auf Empfehlung der Grafen von Périgord ernannt wurden. Die Maßnahme wurde von Papst Clemens VI. in einer Bulle vom 26. Juni 1347 genehmigt. In seinem Testament hinterließ er den Kaplänen 150 Goldgulden.
Am 4. November 1348 beförderte Papst Clemens VI. Kardinal de Talleyrand zum Kardinalbischof von Albano (1348–1364).

### Konklave von 1352
Papst Clemens starb am 6. Dezember 1352 in Avignon. Das Konklave zur Wahl seines Nachfolgers begann am Sonntag, dem 16. Dezember 1352, im Apostolischen Palast in Avignon. 26 Kardinäle waren anwesend, darunter Hélie de Talleyrand und sein Feind Guy de Boulogne. Am Vormittag des 18. Dezember wählten sie Kardinal Étienne Aubert, der den Namen Innozenz VI. annahm. Er wurde am 30. Dezember 1352 mit der Tiara gekrönt.

#### Pfründen
Durch die wissenschaftlichen Bemühungen von Norman Zacour wurde eine Liste von Talleyrands Pfründen erstellt, die eine große Zahl von Kanonikern und Präbenden enthält. Zusätzlich zu dem, was Zacour auflistete, kann festgestellt werden, dass Talleyrand Kanoniker von Gerona war.
Von 1320 bis 1323 war Hélie de Talleyrand Archidiakon von London. Von 1322 bis 1328 war er Archidiakon von Richmond, von 1342 bis 1345 Dekan von York und von 1357 bis 1359 Archidiakon von Suffolk. Er war auch als Pfarrer in Whitchurch in der Diözese Canterbury tätig und war 1345 Präbend von Thame in der Kirche von Lincoln.

### Friedensstifter

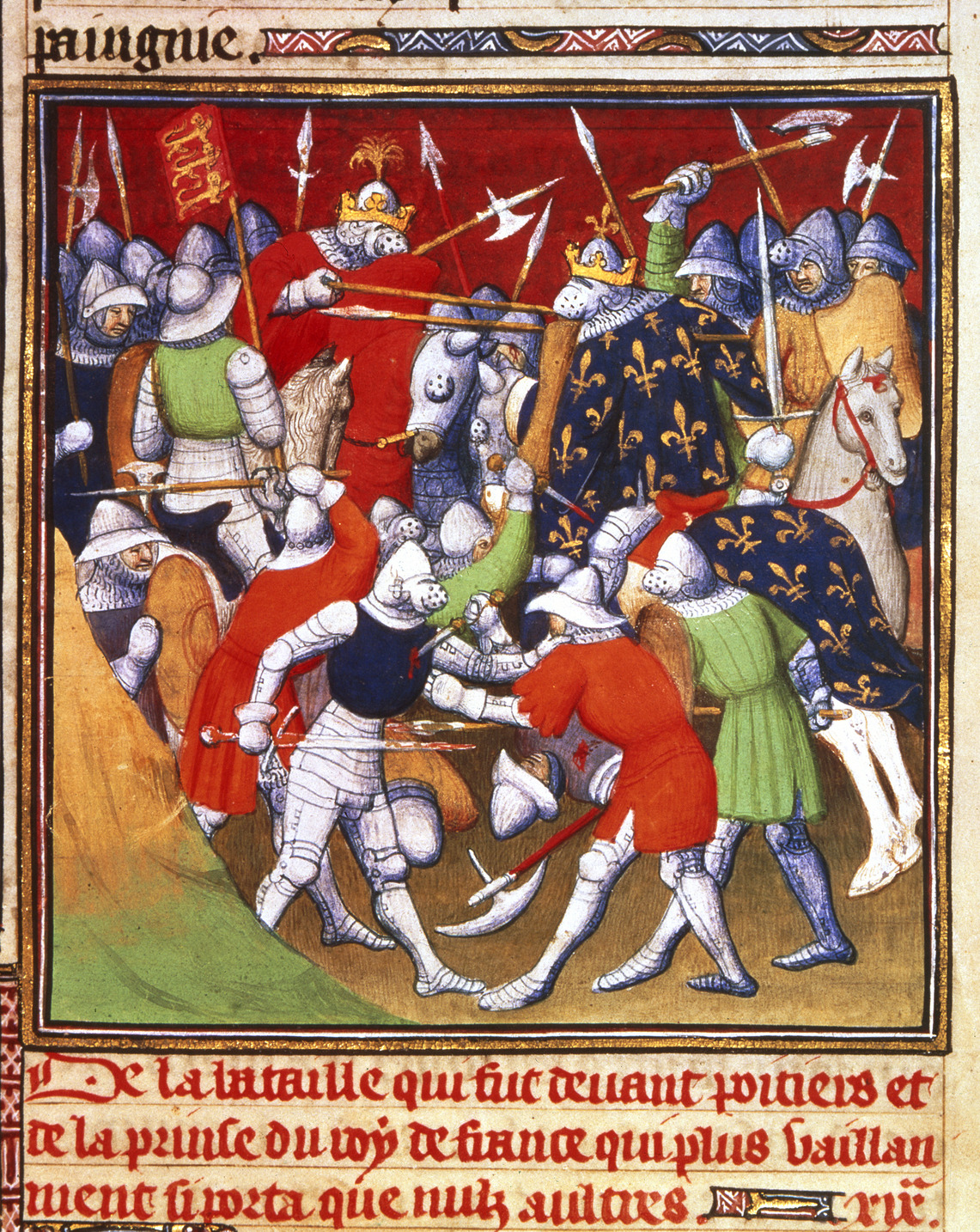
Schlacht von Poitiers, 1356

Kardinal Talleyrand und Kardinal Nicola Capocci wurden nach Frankreich gesandt, um zu versuchen, einen Frieden zwischen Frankreich und England auszuhandeln. Sie befanden sich kurz vor der Schlacht von Poitiers am 19. September 1356 in Paris. In der ersten Oktoberwoche 1356 schrieb Papst Innozenz VI. an Eduard, Prinz von Wales, den „Schwarzen Prinzen“, und lobte sein großzügiges Verhalten gegenüber König Johann II. von Frankreich, der in der Schlacht gefangen genommen worden war. In einem gesonderten Brief bat der Papst den Prinzen, sich im Interesse des Friedens mit Kardinal Talleyrand und Kardinal Nicola Capocci zu beraten. Trotz der Notwendigkeit eines Friedens schickte der Papst Kardinal Talleyrand als Teil der Delegation, die zur Weihnachtszeit zum Metzer Hoftag reiste, um der Verkündung der berühmten Goldenen Bulle Kaiser Karls IV. beizuwohnen. Im folgenden Jahr reisten die päpstlichen Unterhändler nach intensiven Verhandlungen nach London zu einer Konferenz mit König Eduard. Sie kamen am 2. Juli 1347 an und wurden vom König empfangen. Die Verhandlungen gingen weiter, aber es kam zu keiner Lösung. 1348 arrangierten die beiden Kardinäle einen Vertrag zwischen Karl, dem König von Navarra, und Karl, dem Herzog der Normandie.

### Patronage
Er war außerdem ein literarischer Förderer und förderte die Niederschrift der Reiseberichte von Wilhelm von Boldensele aus dem Jahr 1336, dessen richtiger Name Otto de Nyenhusen lautete. In seinem Vorwort, das er am Michaelistag 1337 vor seiner Rückkehr in sein Kloster in Avignon schrieb, schreibt Guilelmus: „Und nun ist es für mich angemessen, noch einige Tage bei meinem Herrn Talleyrand de Périgord in der Kurie in Avignon zu bleiben, da mein Herr sich gnädigerweise sehr über meine Ankunft gefreut hat ... Ich schicke Ihnen mein kleines Buch, das ich auf Drängen meines Herrn Kardinal zusammengestellt habe...“ Er blieb länger als ein Jahr.
Talleyrand korrespondierte auch mit Petrarca. Er wurde jedoch vom Florentiner Chronisten Giovanni Villani, einem Guelfen und Republikaner, verabscheut.

### Spätere Jahre
Im Jahr 1359 wurde Kardinal Talleyrand erneut zum Legaten der Könige von Frankreich und England ernannt. Als er nach Avignon zurückkehrte, wurde er auf der Durchreise durch die Diözese Langres Opfer eines Überfalls. Er selbst wurde nicht gefasst, da er unterwegs Verzögerungen verursachte, aber sein Gepäck wurde geraubt. Er schrieb einen Brief, in dem er alle Bischöfe Frankreichs aufforderte, die Übeltäter zu exkommunizieren.
Im Jahr 1359 wurden Kardinal de Talleyrand, Kardinal Audouin Auberti und Kardinal Raymond de Canilhac von Papst Innozenz VI. als Assessors in einem Streit zwischen dem Meister des Ordens des Heiligen Johannes von Jerusalem und dem Kastellan von Emposta ernannt. Assessors waren vom Papst ernannte Richter in Fällen, die im Rahmen eines Berufungsverfahrens vor die römische Kurie kamen. Die Assessors untersuchten und erließen ein Urteil, das dem Papst zur endgültigen Überprüfung und Vollstreckung vorgelegt wurde. Sie untersuchten auch Kirchenwahlen, um sicherzustellen, dass die gewählte Person gemäß den Regeln des kanonischen Rechts ausgewählt worden war und für die Position geeignet war.
Kardinal Talleyrand verfasste sein Testament am 25. Oktober 1360. Am 16. Januar 1364, elf Tage vor seinem Tod, fügte er ein Kodizill hinzu, in dem er festhielt, er sei „geistig gesund, aber körperlich krank“. Der Papst ernannte ihn 1361, nach dem Tod von Kardinal Pierre de Pratis (des Près), aufgrund seines Dienstalters zum Dekan des Kardinalskollegiums (1361–1364).
Kardinal von Talleyrand war auf dem Höhepunkt seines Einflusses und seiner Macht. Im September 1362, nach dem Tod von Papst Innozenz VI., spaltete sich das Kardinalskollegium (laut Jean Froissart) in zwei Fraktionen, von denen die eine Guido von Boulogne unterstützte, die andere Hélie von Talleyrand. Die beiden Konkurrenten waren so stark, dass der andere nicht mit der vom kanonischen Recht erforderlichen Zweidrittelmehrheit gewählt werden konnte. Schließlich mussten die Kardinäle das Kardinalskollegium verlassen und einen Kompromisskandidaten wählen: Abt Guillaume Grimoald von Saint Viktor, der Legat des Apostolischen Stuhls im Königreich Sizilien war und beim Konklave nicht anwesend war. Er war nicht einmal Kardinal. Die Entscheidung wurde möglicherweise am 28. September getroffen, aber erst am Tag nach der Ankunft von Abt Grimoald in Avignon, am 31. Oktober, öffentlich bekannt gegeben. Nachdem Grimoald die Wahl angenommen hatte, wurde er zum Papst Urban V. ernannt. Kurz nach der Wahl soll Kardinal Talleyrand gegenüber einem seiner Vertrauten bemerkt haben: „Jetzt haben wir einen Papst. Andere haben wir aus Pflichtgefühl geehrt, diesen aber müssen wir fürchten und verehren, denn er ist mächtig in Wort und Tat.“

### Kreuzzug und Tod
Im Mai 1363 schrieb König Johann II. von Frankreich an Papst Urban und bat darum, Kardinal Talleyrand als Gesandten zu ihm zu schicken. Der Papst antwortete am 25. Mai, das Kardinalskollegium halte es nicht für angebracht, ihn gerade zu diesem Zeitpunkt zu entsenden, und entschuldigte sich daher, der Bitte des Königs nicht nachkommen zu können. Die Bitte war so wichtig, dass der Papst sie mit den Kardinälen besprach, und es ist bezeichnend, dass er ihren Standpunkt akzeptierte. Der Grund für die Bitte ist unbekannt. Zacour vermutet, dass König Johann auf Widerstand gegen den geplanten Kreuzzug stieß und Hilfe wollte. Es ist schwer zu erkennen, wie Talleyrand hätte helfen können oder warum die Kardinäle dies ablehnen sollten. Zacour vermutet außerdem, das Kardinalskollegium habe die Mission nicht genehmigt, weil Talleyrand dies nicht wollte, da er mehr an seinen Angelegenheiten in Neapel interessiert war; Es ist schwer vorstellbar, dass Talleyrands Einfluss bei den Kardinälen, insbesondere im Hinblick auf einen Kreuzzug, größer gewesen sein könnte als der von König Johann und Papst Urban.
Am 23. August 1363 schwor Boson de Talleyrand, Seigneur de Grignols et de Chalais, in der Kathedrale von S. Front de Périgord dem Prinzen von Wales in seiner Eigenschaft als Herzog von Aquitanien Treue.
Im Jahr 1363 kamen König Johann II. von Frankreich und Peter I., der König von Zypern, nach Avignon und es wurde beschlossen, Krieg gegen die Türken zu führen. Papst Urban V. hielt am Karsamstag 1363 eine besondere Zeremonie ab und verlieh den beiden Königen sowie Kardinal Talleyrand das Kreuz der Kreuzfahrer. Johann II. wurde zum Rektor und Generalkapitän der Expedition ernannt. Kardinal Talleyrand wurde zum apostolischen Legaten für die Expedition ernannt, starb jedoch am 17. Januar 1364, bevor die Expedition aufbrechen konnte. König Johann kehrte ins Gefängnis nach England zurück und starb am 8. April 1364 in London.
In seinem Testament erklärte Kardinal Talleyrand, er wolle in der Kathedrale Saint-Front in Périgueux beerdigt werden. Sollte er jedoch in Avignon oder Umgebung sterben, wolle er im Haus der Franziskaner in Avignon aufgebahrt werden und anschließend solle sein Leichnam nach Saint-Front überführt werden.

## Vermächtnis: das Collège de Périgord
Am 5. Oktober 1375 verlieh Papst Gregor XI. den Kardinälen Pierre de Salue de Monteruc und Jean de Cros die Befugnis, mit der Organisation und Gründung des Collège de Périgord in Toulouse fortzufahren, das Kardinal Talleyrand in seinem Testament vorgesehen hatte. Papst Gregor ordnete auf Grundlage von Talleyrands Wünschen an, dass es zwanzig Studenten geben sollte, die arme Kleriker sein sollten; ihnen sollten vier Kapläne zur Seite gestellt und von sieben Dienern betreut werden. Zehn der Kleriker sollten Zivilrecht studieren, zehn Kirchenrecht. Zehn der Studenten sollten aus der Diözese Périgueux ausgewählt werden, die anderen zehn von anderswo. Sie wurden vom Grafen von Périgueux ausgewählt, und wenn dieser innerhalb von drei Monaten keine freie Stelle besetzte, oblag die Auswahl dem Kanzler der Universität Toulouse. Jeder Kandidat musste vom Kanzler und der Mehrheit der gegenwärtigen Studenten genehmigt werden. Die Studenten konnten gemäß den Statuten der Universität Toulouse für ein Doktorat in Rechtswissenschaften zwölf bis fünfzehn Jahre am College bleiben. Die Kapläne wurden von den Studenten ausgewählt. Mehr als 34.000 Livres Tournois wurden von den Testamentsvollstreckern des Kardinals im Namen des College investiert.